# Posta d'Orís
Posta d'Orís és una obra d'Orís (Osona) inclosa a l'Inventari del Patrimoni Arquitectònic de Catalunya.

## Descripció
Casa de dimensions mitjanes, de planta baixa i dos pisos, amb teulada a dues vessants i aiguavés a la façana principal. Renovada i arrebossada l'any 1970.
A la façana principal hi ha tres portals rectangulars, tres finestres de pedra treballada (una datada el 1768) i en el últim pis tres petites arcades.
Dins la casa hi ha algun portal amb pedra treballada.

## Història
La rectoria, construïda en bona part de tàpia, ha estat del tot renovada des del 1970 amb pedres nobles, fogons, aigüeres i antics armaris del mas Serinyà, una antiga vila rural documentada des del 952.